# Alonso Cano
Alonso Cano (Granada, 19 marzo 1601 – Granada, 3 settembre 1667) è stato uno scultore, architetto e pittore spagnolo, tra i maggiori artisti spagnoli del XVII secolo.

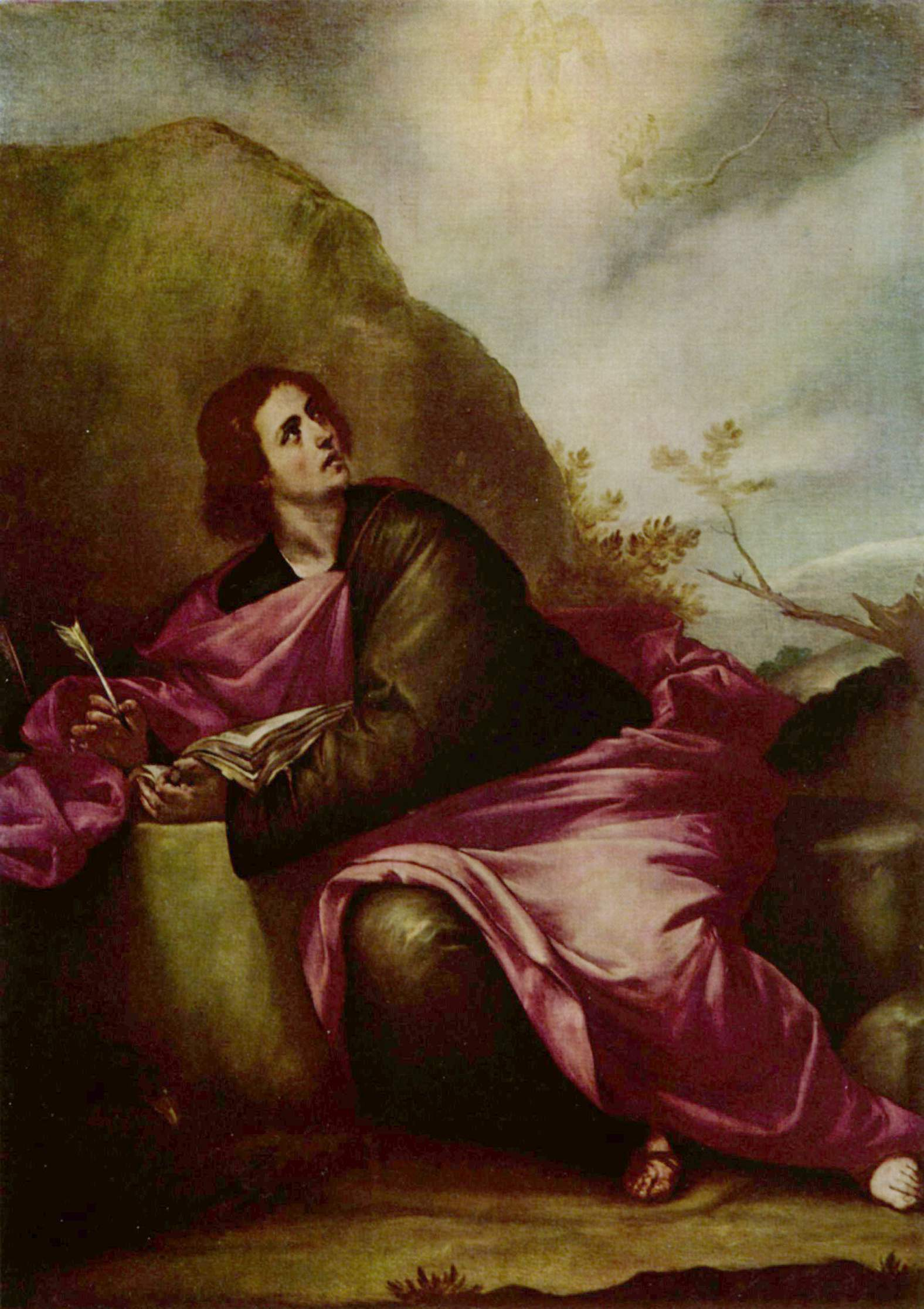
Alonso Cano, San Giovanni Evangelista a Patmos, olio su tela, Budapest, Szépmüvészeti Múzeum.

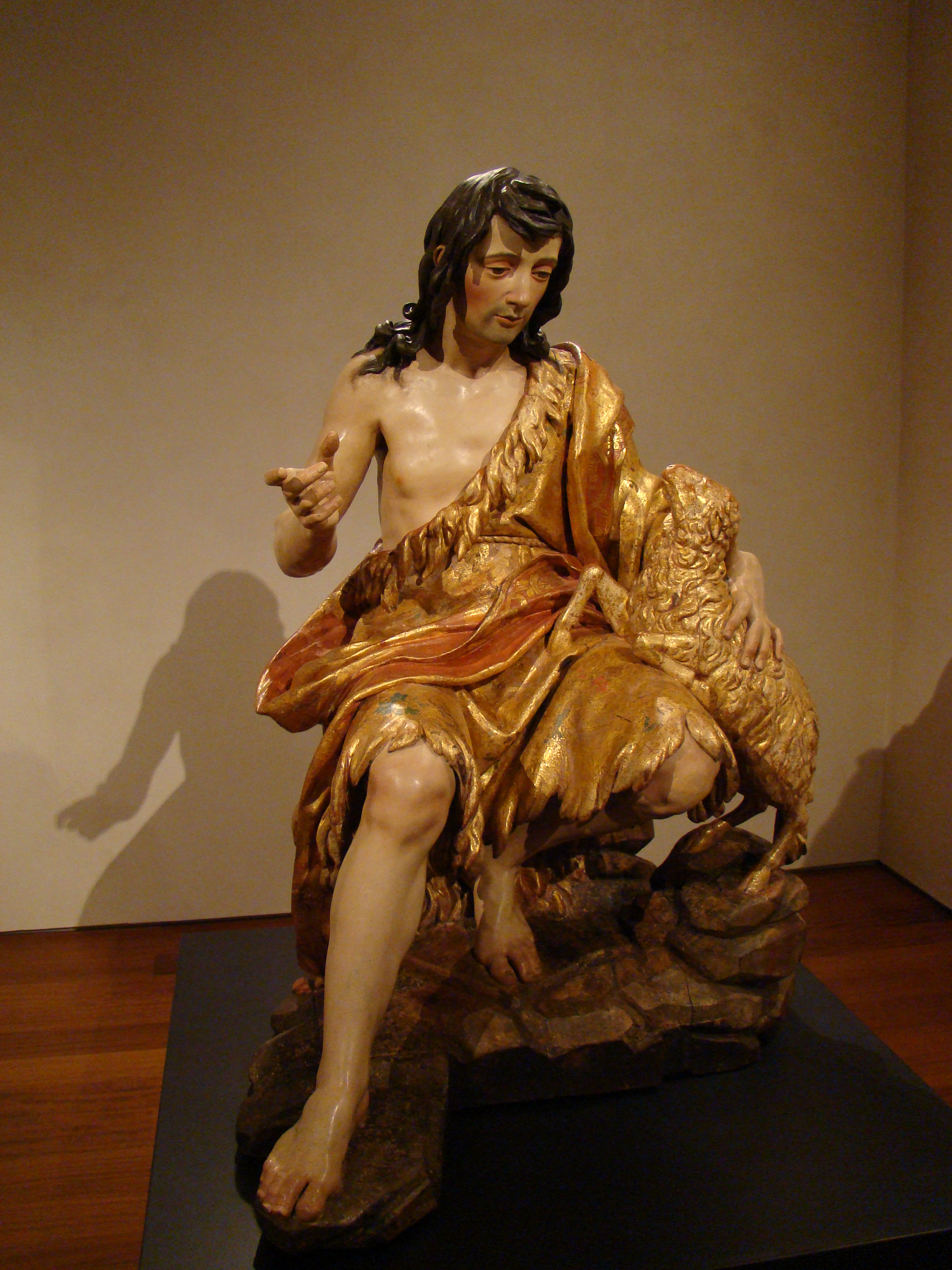
Giovanni Battista
Museo Nazionale di Scultura (Valladolid)

Ebbe tra i suoi allievi, tra gli altri, i pittori Pedro de Moya, Juan de Sevilla, Pedro Atanasio Bocanegra e José Risueño, anche scultore, e gli scultori Pedro de Mena e José de Mora.

## Biografia
Si formò come scultore e architetto nella bottega del padre, Miguel Cano, costruttore di grandi pale d'altare, e in quella di Juan Martínez Montañés; dal 1616 lavorò nella bottega di Francisco Pacheco a Siviglia, dove apprese l'arte della pittura e fu coallievo di Diego Velázquez.
Lasciò Siviglia nel 1638 e, segnalato da Velázquez, venne chiamato alla corte di Madrid, dove fu attivo nella decorazione pittorica delle fabbriche reali.
La sua maniera pittorica risentì fortemente, oltre che del classicismo del maestro Pacheco, anche dell'opera dei veneti Tiziano Vecellio e Paolo Veronese, di cui vide i lavori nella capitale spagnola, che ebbe anche modo di restaurare dopo l'incendio del 1640. In una sua seconda fase pittorica, spinto dal gusto naturalistico del
Velázquez affrontò temi sacri impreziositi da elementi terreni. La sua produzione tarda rivelò un ritorno al primitivo plasticismo.
Accusato, nel 1644, di aver ucciso la propria moglie, si rifugiò a Valencia e si fece frate.
Dopo aver ottenuto la protezione di Filippo IV, rientrò a Madrid e assunse l'incarico di sopraintendente della cattedrale di Granada.
Progettò l'arco di trionfo per celebrare l'ingresso a Madrid di Maria Anna d'Austria, moglie di Filippo IV, e dal 1650 fu architetto della cattedrale di Toledo.
Come architetto introdusse in Spagna lo stile esuberante di derivazione portoghese denominato churrigueresco e diversamente da molti suoi contemporanei, non seguì ciecamente i dettami del Barocco, ma rispettò, in molti casi, gli schemi rinascimentali italiani.
Più originale fu la sua attività di scultore, soprattutto di opere lignee policrome destinate alla devozione. Venne influenzato inizialmente dall'italianeggiante Juan Martinez Montañés ed in un secondo tempo dal Bernini
Nel 1652, grazie a Filippo IV, ottenne la nomina a canonico della cattedrale di Granada, la sua città natale, dove trascorse gli ultimi anni della sua vita: morì tra il 3 e il 5 ottobre del 1667.

## Opere

### Dipinti
- San Francesco Borgia, 1624, olio su tela, 189 × 123 cm, Siviglia, Museo de Bellas Artes.
- San Giacomo il Maggiore, 1635 circa, olio su tela, 54 × 36 cm, Parigi, Musée du Louvre.
- San Giovanni Evangelista, 1636, olio su tela, 53 × 35 cm, Parigi, Musée du Louvre.
- San Giovanni Evangelista ha la visione di Gerusalemme, 1636-1637, olio su tela, 83 × 44 cm, Londra, Wallace Collection.
- San Giovanni Evangelista ha la visione di Dio, 1638, olio su tela, 72 × 40 cm, Sarasota, Ringling Museum of Art.
- San Giovanni Evangelista ha la visione dell'agnello, 1638, olio su tela, 73 × 40 cm, Sarasota, Ringling Museum of Art.
- Due re di Spagna, 1639-1641, olio su tela, 165 × 227 cm, Madrid, Museo del Prado.
- Deposizione, 1640 circa, olio su tela, Collezione privata.
- Discesa al Limbro, 1640 circa, olio su tela, 169 × 121 cm, Los Angeles, County Museum of Art.
- Noli me Tangere, 1640 circa, olio su tela, 141,5 × 109,5 cm, Budapest, Szépművészeti Múzeum.
- Crocifissione, 1640 circa, olio su tela, 265 × 173 cm, San Pietroburgo, Ermitage.
- Predica di san Vincenzo Ferrer, 1640, olio su tela, 270 × 160 cm, Valencia, Museo de Bellas Artes.
- Un re di Spagna, 1643 circa, olio su tela, 165 × 125 cm, Madrid, Museo del Prado.
- Cristo morto sostenuto da un angelo, 1646, olio su tela, 137 × 100 cm, Madrid, Museo del Prado.
- Madonna col Bambino, 1646, olio su tela, 162 × 107 cm, Madrid, Museo del Prado.
- Il miracolo della fontana, 1646-1648, olio su tela, 216 × 149 cm, Madrid, Museo del Prado.
- Maria Vergine, 1646-1650, olio su tela, 49 × 43 cm, Budapest, Szépművészeti Múzeum.
- San Giovanni Evangelista a Patmos, 1646-1650, olio su tela, 218 × 153 cm, Budapest, Szépművészeti Múzeum.
- Cristo morto sorretto da un angelo, 1646-1652, olio su tela, 178 × 121 cm, Madrid, Museo del Prado.
- Immacolata Concezione, 1648, olio su tela, 182,5 × 112 cm, Vitoria-Gasteiz, Museo Diocesano de Arte Sacro.
- Cristo crocifisso, 1650-1660, olio su tela, 241 × 150 cm, Madrid, Museo de la Real Academia de Bellas Artes de San Fernando.
- Immacolata Concezione, 1653-1657, olio su tela, Granada, Museo de Bellas Artes.
- Sposalizio della Vergine, 1655-1657, olio su tela, 215 × 171 cm, Castres, Musée Goya.
- Stimmate di san Francesco, 1657-1659, olio su tela, Madrid, Basilica di San Francesco il Grande.
- Visione di sant'Antonio da Padova, 1657-1659, olio su tela, Madrid, Basilica di San Francesco il Grande.
- La lattazione di san Bernardo, 1658-1660 circa, olio su tela, 267 × 185 cm, Madrid, Museo del Prado.
- Annunciazione, 1660, olio su tela, 220 × 173 cm, Castres, Musée Goya.
- Visitazione, 1660, olio su tela, 220 × 175 cm, Castres, Musée Goya.
- San Gerolamo penitente, 1660, olio su tela, 177 × 209 cm, Madrid, Museo del Prado.
- Gesù Bambino e Giovanni Battista, 1665 circa, olio su tela, 40 × 40 cm, San Pietroburgo, Ermitage.